# Ivan Markulj
Ivan Markulj (Mostar 11. veljače 1889. – Beograd rujan 1945.), hrvatski vojnik, časnik u vojskama Austro-Ugarske Monarhije, Kraljevine Jugoslavije, te Nezavisne Države Hrvatske. Najbolje je zapamćen kao prvi zapovjednik 369. pojačane pješačke pukovnije.  

## Životopis
Pukovnik Markulj je bio časnik Austrougarske vojske, vojske Kraljevine Jugoslavije i na kraju Hrvatskog domobranstva Nezavisne Države Hrvatske. Nakon uspostave NDH obnašao je dužnost zapovjednika Ustaškog stožera Pokupje u Karlovcu, no ubrzo postaje zapovjednik Varaždinske pješačke pukovnije.
Ivan Markulj je kao prvi zapovjednik 369. pojačane pješačke pukovnije uspio od šarolikih neiskusnih i nediscipliniranih dobrovoljaca i vrlo malo iskusnih časnika u kratkom roku i u vrlo otežanim uvjetima nestabilne ruske bojišnice stvoriti čvrstu vojnu jedinicu kojoj su se po borbenim uspjesima divili njihovi njemački suborci i časnici.  
Nakon teških borbi i uspjeha 369. pojačane pješačke pukovnije u bitkama kod Harkova u proljeće 1942. pukovnik Markulj je odlikovan po naredbi njemačkog generala, zapovjednika 100. lovačke divizije Wernera Sannea željeznim križem prvog reda. Poslije Harkova pukovnik Markulj je prvi puta neovisno zapovijedao cijeloj 369. pukovniji u sastavu 100. njemačke lovačke divizije. Pod njegovim vodstvom je 369. pukovnija posebno pohvaljena i odlikovana od Nijemaca zbog junačkog držanja i velikih gubitaka tijekom Harkovske bitke.
Zapovjedništvo pukovnije nakon odlaska Markulja iz Rusije 26.lipnja 1942. preuzima pukovnik Viktor Pavičić, dotadašnji zapovjednik vojne akademije NDH u Zagrebu.  
Pukovnik Markulj se vratio iz Rusije u Hrvatsku sredinom 1942. nakon pune godine dana iscrpljujućih borbi, vjerojatno zbog bolesti ili iscrpljenosti. Kasnije tijekom rata u Hrvatskoj i Bosni Markulj postaje general NDH. Tijekom 1944. godine general Markulj je na čelu Zapovjedništva grada Zagreba a kasnije postaje zapovjednik III. Zbornog područja NDH u Sarajevu. 
U svibnju 1945. povlači se pred partizanima zajedno s Hrvatskim oružanim snagama u Austriju i na zapad gdje se predaje Zapadnim saveznicima, no ubrzo je izručen jugoslavenskim vojnim vlastima.
Jugoslavenski vojni sud u Beogradu u rujnu 1945. godine osudio je generala Markulja zajedno s većom grupom zarobljenih ustaških časnika na smrt strijeljanjem.

## Vanjske poveznice
- Originalna skica položaja 369 pukovnije 24 i 25.11.42.  Arhivirana inačica izvorne stranice od 24. rujna 2015. (Wayback Machine)
- Originalna skica mjesta stanovanja u Staljingradu 369 pukovnije.
- Slike i dosta stari nepotpuni/krivi tekst na engleskom o pukovniji.
- Neke rijetko viđene slike 369. pukovnije[neaktivna poveznica]  Na slici 15.01.1942 je pukovnik Markulj.
- Pukovnik Markulj i pukovnik Marko Mesić vjerojatno u Rusiji  Arhivirana inačica izvorne stranice od 5. ožujka 2016. (Wayback Machine)